# Tanulmányok a méhben lévő magzatról
A Tanulmányok a méhben lévő magzatról Leonardo da Vinci két színes, jegyzetekkel ellátott vázlata, amelyeket körülbelül 1511-ben készített. A rajzok helyesen ábrázolják az emberi magzatot a boncolt méhben, a megfelelő pozíciójában. Leonardo a méhet egyetlen kamraként jelenítette meg, szemben azzal az elmélettel, hogy a méh több kamrára oszlik, amelyek az ikrek esetében külön rekeszekbe zárják a magzatokat. Továbbá helyesen ábrázolta a méhartériát és a méhnyak, valamint a hüvely érhálózatát is. A két rajz ma a brit The Royal Collection gyűjteményében található.

## Története
Leonardo Marcantonio della Torre anatómus segítségével tanulmányozta az emberi embriológiát, és boncolás során volt lehetősége megfigyelni a magzatot.
Leonardo érdeklődését a test immateriális aspektusai iránt a bal oldali rajzon balra lent található jegyzet fejezi ki: „Ebben a gyermekben a szív nem dobog, és nem lélegzik, mert folyamatosan vízben pihen, és ha lélegezne, megfulladna. A légzésre pedig nincs szükség, mert az anya élete és tápláléka élteti és táplálja... És egy és ugyanaz a lélek kormányozza ezt a két testet, és a vágyak, félelmek és fájdalmak közösek ebben a teremtményben, mint minden más eleven testrészben. (...) Ezért arra következtetünk, hogy ugyanaz a lélek irányítja és táplálja mindkét testet.”

### Az első tanulmány
Az első tanulmány (bal oldali rajz, 30,5×22 cm-es), a magzat farfekvéses helyzetét mutatja egy boncolt méhben. A köldökzsinór a magzat lábai köré tekeredik, de a méhlepényhez való kapcsolódása nem látható; a bal szélén egy petefészek és a hozzá tartozó erek láthatók. Leonardo tévesen ábrázolta a méh érfalában lévő karéjos szerkezeteket, amelyeket korábban egy tehén méhében talált.
A hátlapon: vázlatok egy méhen belüli magzatról, valamint egy magzati májról, gyomorról és köldökvénáról; vázlatok egy csirkeembrióról és a hártyákról; feljegyzések a szaporodásról, valamint a fényről és árnyékról. A Leonardo saját kezű jegyzetei mellett további két kézzel készült jegyzetek is találhatók - a felső négy sort tanítványa, Francesco Melzi, a jobb alsó részt pedig egy ismeretlen kéz, talán Leonardo anatómiai munkatársa, Marcantonio della Torre készítette.

### A második tanulmány
A másik tanulmány (jobb oldali rajz, 30,3×22 cm-es), női külső nemi szerveket, a hasizmok feltételezett elrendezését a jobb felső sarokban, valamint a magzatot különböző szögekből ábrázolja. A felső táblán olasz nyelvű felirat található: „Dimanda la moglie di Biagin Crivelli come il cappone alleva le oua della ghallina essendo lui imbricato” („Kérdezd meg Biagino Crivelli feleségét, hogyan neveli és kelti ki a kappan a tyúk tojásait, amikor nincs megkopasztva”). Leonardo azt feltételezte, hogy a köldökzsinór felelős a magzat vizeletének a méhen kívülre történő elvezetéséért.
Hátlap: a köldökzsinór metszetei; egy magzat profilban jobbra; a jobb könyök és alkar inainak és csontjainak rajzai; hét rajz a magzati zsigerekről, erekről és a köldökzsinórról; jegyzetek a rajzokhoz.
A tanulmányokat kezdetben Francesco Melzire hagyták. 1582–90 között Pompeo Leoni vásárolta meg örököseitől, és 1630-ra Thomas Howardhoz, Arundel grófjához kerültek. 1690-ban II. Károly angol király révén került a brit The Royal Collection gyűjteményébe.